# Sandy Point (St. George's Bay)
Sandy Point, ook Flat Island genoemd, is een eiland van 2,45 km² in de Canadese provincie Newfoundland en Labrador. Het is een zanderig en vrijwel plat eiland dat vlak voor de kust van Newfoundland ligt.

## Geografie
Het eiland ligt in het uiterste oosten van St. George's Bay, de grootste baai aan de westkust van Newfoundland. Het is ruim 4 km lang en maximaal 1,1 km breed. In het westen is Sandy Point via een nauwe opening afgescheiden van een 8,5 km lange landtong die vrijwel nergens meer dan 250 meter breed is. Het ligt slechts 2 km ten noorden van de op het "vasteland" gelegen gemeente St. George's.

## Geschiedenis
Sandy Point maakte historisch deel uit van de hierboven beschreven landtong, die oorspronkelijk dus bijna 13 km lang was. Door jarenlange erosie werd de landtong geleidelijk aan smaller en een zware storm in 1960 zorgde voor een kleine opening, waardoor het meest oostelijke gedeelte een eiland werd. De inwoners die er woonden hervestigden zich kort daarna, voornamelijk naar St. George's.

## Biodiversiteit
Sandy Point wordt gekenmerkt door de aanwezigheid van zandduinen, zandstranden en zoutmoerassen. Dat is zeer uitzonderlijk binnen de provincie, waar de kustlijn meestal erg ruig en rotsachtig is. Het vormt onder andere een belangrijke broedplaats voor de dwergplevier. De zoutmoerassen herbergen daarenboven zeldzame planten zoals Limonium ("zeelavendel") en Spartina alterniflora.